# Ezzedine Belhassine
Ezzedine Belhassine, né le 28 février 1950 et décédé le 13 janvier 1974, est un footballeur tunisien.

## Biographie
Évoluant au poste de milieu de terrain au sein du Club africain, il s'apprête à faire l'une des plus belles carrières du football tunisien, grâce à ses qualités techniques et athlétiques. Il remporte ainsi le concours du jeune footballeur tunisien en 1968 et devient deux ans plus tard titulaire. Cependant, il s'éloigne du football pendant la saison 1972-1973. De retour l'année suivante, il veut rattraper le temps perdu et fournit des efforts pour perdre du poids et retrouver sa forme. Cependant, sa mort brutale, la veille de la finale de la Coupe du Maghreb des clubs champions en 1974, clôt sa carrière et plonge ses camarades dans le deuil. Ils remportent néanmoins le trophée pour le lui dédier.

## Palmarès
- Vainqueur de la Coupe de Tunisie de football :  1972
- Vainqueur de la Coupe du Maghreb des vainqueurs de coupe : 1972
- Champion de Tunisie cadets : 1967